# Acacia inops
Acacia inops é uma espécie de leguminosa do gênero Acacia, pertencente à família Fabaceae.